# Rodolfo Nin Novoa
Rodolfo Nin Novoa (Montevidéu, 25 de janeiro de 1948) é um político uruguaio, que serviu como vice-presidente do Uruguai entre 2005 e 2010. Foi também Ministro das Relações Exteriores do Uruguai de 2015 até 2020.

## Biografia
Foi eleito intendente de Cerro Largo em duas ocasiões, em 1984 e 1989, como candidato do Partido Nacional. Também foi presidente da Associação Rural deste departamento. Deixou o Partido Nacional para fazer parte da formação Encuentro Progresista, que mais tarde passaria a fazer parte do partido Frente Ampla. Nesta nova legenda, lançou-se pela primeira vez candidato à vice-presidência, em 1994. Em 1999, foi eleito Senador da República pela Alianza Progresista, integrante do Encuentro Progresista-Frente Amplio, para o período de 2000 a 2005.
Nas eleições de 2004, Nin Novoa lançou-se novamente candidato à vice-presidente da chapa encabeçada por Tabaré Vázquez, do Frente Ampla. A chapa resultou vencedora das eleições, marcando o fim de um revezamento de 174 anos dos partidos tradicionais no poder: o Partido Colorado e o Partido Branco.
Seu nome foi cogitado para representar o seu partido nas eleições para a Presidência da República que se realizaram em 2009. No entanto, sua possível nomeação foi objeto de debates internos por diversas alas de seu partido, e acabou sendo descartado no início de 2008, quando surgiram denúncias de tráfico de influência e ocultação de bens que, mais tarde, acabaram por ser arquivadas pelo Senado. Foi eleito senador nas eleições de 2009, para o período de 2010 a 2015.
No final de 2014, foi anunciado como novo Ministro das Relações Exteriores do segundo governo do presidente Tabaré Vázquez, que havia vencido as eleições gerais daquele ano. Tomou posse do cargo em 2 de março de 2015, no Palácio Santos, sede da Chancelaria uruguaia.